# 베름란드

베름란드의 문장

베름란드의 위치

베름란드(스웨덴어: Värmland)는 스웨덴 중부 스베알란드 지역을 구성하는 지방 가운데 하나로 면적은 18,164km2, 인구는 311,652명(2009년 기준)이다. 남쪽으로는 베스테르예틀란드 지방과 달슬란드 지방, 북동쪽으로는 달라르나 지방, 동쪽으로는 베스트만란드 지방, 남동쪽으로는 네르케 지방과 접하며 서쪽으로는 노르웨이와 국경을 접한다. 베름란드주와 외레브로주, 베스트라예탈란드주가 이 지방에 속한다. 지방을 상징하는 꽃은 기생꽃, 동물은 늑대이다.